# Uvala Konobe
Uvala Konobe je otvorena uvala na jugozapadnoj strani otoka Krka. Dio je Krčkog zaljeva, a još šire, Kvarnerića.

## Smještaj i karakteristike
Uvala Konobe nalazi se uz jugozapadnu obalu otoka Krka, na području općine Punat, oko 2 kilometra južno od Punta i 4 kilometra jugoistočno od grada Krka. Otvorena je na zapad, dok ju s istočne strane zatvara lokalitet Mala Krasa, a s južne rt Negrit. Neposredno uz uvalu prolazi 45. sjeverna paralela.
Obale su pristupačne i niske. Teren oko rta Negrit je niži, dok se Mala Krasa postepeno, terasasto spušta prema moru. Ponad Male Krase i cijele uvale Konobe uzdiže se brdo Veli Kaslir i nešto niži Mali Kaslir ili Kaslirić. Na oba lokaliteta su ostaci ilirskih naselja okruženih s više kružnih suhozida.
Vegetacija je na Maloj Krasi vrlo bujna uz prevladavajuće masline i hrast crniku. Na Negritu je vegetacija slabija, niža i rjeđa s prevladavajućim grmolikim biljkama, naročito ljekovitom kaduljom.

## Navigacija
S obzirom na to da u uvali nema grebena ni hridi, a uvala je otvorenog tipa, uplovljavanje ne zahtjeva posebnu pozornost. Pri noćnoj plovidbi kao vodilje mogu poslužiti svjetionik na ulazu u Puntarsku dragu koji reflektira bijelu svjetlost, a koji je sjeverno od uvale te svjetionik Tranjevo na rtu Negrit, koji baca zelenu svjetlost, a nalazi se jugozapadno od uvale. Međutim, već pri prilasku uvali, rt Negrit zaklanja svjetionik Tranjevo.
Zbog otvorenosti na zapad, uvala je nezaštićena od nevera, ali je sigurni zaklon od najčešćih vjetrova koji pušu na tom području, bure i juga. U slučaju dolaska nevere, preporučljivo je potražiti sigurniji zaklon ili se udaljiti od obale.
Dno se spušta postepeno i polako tako da je dubina na 50 metara od obale oko 20 metara. Dno je pretežno pjeskovito, tek ponegdje stjenovito pa je pogodno za sidrenje.[nedostaje izvor]
Zbog postojanja kampa, u uvali je velik broj kupaća i malih brodica pa je potrebna velika pozornost pri plovidbi uvalom, uz minimalnu brzinu.

## Turizam
Na istočnim obalama uvale smješten je nuturistički kamp "Konobe", dio grupe "Hoteli Punat". Kamp "Konobe" radi već nekoliko desetljeća i jedan je od najpoznatijih nudističkih kampova u Hrvatskoj. U kampu se nalaze sanitarni čvorovi, restorani, kafići, trgovina, tereni za sport i razonodu. Obuhvaća 10 hektara površine, s kapacitetom od oko 1200 gostiju.
Kamp je osobito prepoznatljiv po ekološkoj usmjerenosti, a glavna plaža ima i plavu zastavu koja je simbol čistoće i kvalitete.
Ulazak u kamp se naplaćuje, a zabranjen je boravak u kampu u kupaćim kostimima.
Plan Kampa "Konobe"  Arhivirana inačica izvorne stranice od 2. listopada 2021. (Wayback Machine)

## Vanjske poveznice
- Službene stranice "Hotela Punat"-nudistički kamp Konobe  Arhivirana inačica izvorne stranice od 18. ožujka 2011. (Wayback Machine)
- TZ općine Punat  Arhivirana inačica izvorne stranice od 7. ožujka 2016. (Wayback Machine)
- Službene stranice općine Punat  Arhivirana inačica izvorne stranice od 12. kolovoza 2013. (Wayback Machine)